# Abdul Rahman
Abdul Rahman (nascido em 1965) é um cidadão afegão que foi preso em fevereiro de 2006 acusado de apostasia em seu país. Sua conversão do islão para o cristianismo era passível de pena de morte segundo a maioria das interpretações da charia, a lei islâmica. Sua prisão e julgamento chamaram a atenção de diversos países para uma contradição que parece haver na Constituição do Afeganistão, que reconhece tanto a liberdade de religião e a escola hanafita da charia. O processo de Abdul Rahman foi condenado internacionalmente, em particular pelos Estados Unidos, que comandaram a operação para derrubar o regime Talibã em 2001 e são o principal aliado e patrocinador do Afeganistão.
Rahman foi libertado a 27 de março de 2006 por ordem do governo afegão. A Itália e a Alemanha propuseram-se recebê-lo, tendo finalmente sido Roma o seu destino escolhido. Até à sua saída do país em direcção a Roma a 29 de março de 2006 Abdul foi protegido pela ONU e mantido em local secreto.

## Vida
Abdul Rahman nasceu em 1965 no vale afegão de Panchir. Ele se converteu ao cristianismo em 1990, enquanto trabalhava numa organização não-governamental humanitária cristã, fornecendo assistência médica a refugiados afegãos em Peshawar, Paquistão.
Em 1993, ele se mudou para a Alemanha, e mais tarde requisitou asilo político na Bélgica antes de voltar ao Afeganistão em 2002, depois da queda do regime Talibã. A esposa de Abdul Rahman se divorciou dele por causa de sua conversão ao cristianismo, e na disputa judicial pela custódia das duas filhas do casal, ela e a família usaram como argumento a questão da religião.

## Prisão e julgamento
Em fevereiro de 2006, depois dessa disputa, membros da família de Abdul Rahman o denunciaram à polícia. Ele foi preso depois de se descobrir que ele possuía uma Bíblia.
No processo contra Abdul Rahman, a promotoria afirma que a apostasia deve ser punida com a morte, baseada num hádice, ou tradição oral, de que o profeta Maomé teria dito: "Se alguém (um muçulmano) mudar de religião, matem-no." Os promotores requisitaram a pena capital para o réu, chamando-o de "micróbio". O promotor Abdul Wasi exigiu que Abdul Rahman se arrependesse e o chamou de traidor: "Ele deveria ser removido e excluído do resto da sociedade muçulmana, e deveria ser morto." O Procurador-Geral do Afeganistão teria afirmado que ele deveria ser enforcado.
Abdul Rahman foi julgado por três juízes. Durante a sua libertação, o julgamento tinha sido suspenso até que ele passe por exames psiquiátricos para determinar se ele está apto para ser julgado. O juiz Ansarullah Mawlawizadah afirmou que como o réu se recusa a se arrepender, seu estado mental está sendo investigado e, se declarado inapto, o processo seria arquivado. A conversão de Abdul Rahman ao cristianismo, consciente de que isso era crime punido com a morte, poderia ser usada como prova de inaptidão mental. O juiz-presidente Mawlawizadah, que é também juiz do Supremo Tribunal do Afeganistão, disse que se Abdul Rahman reconsiderar sua conversão, "nós o convidaremos a voltar porque o islão é uma religião de tolerância. Nós o perguntaremos se ele mudou de ideia, e nesse caso vamos perdoá-lo." O juiz também comentou que "o profeta Maomé disse várias vezes que aqueles que se convertem do islão deveriam ser mortos caso se recusassem a voltar", e, apesar disso tudo, que "o islão é uma religião de paz, tolerância, bondade e integridade. É por isso que nós dissemos a ele que se ele se arrepender do que fez, nós o perdoaremos." O juiz ainda acrescentou, mais ameaçadoramente: "Se (Abdul Rahman) não se arrepender, todos vocês serão testemunhas do tipo de punição que ele enfrentará."
Abdul Rahman manteve-se firme nas suas convicções: "Eles querem me sentenciar à morte e eu aceito; eu sou cristão, o que significa que eu acredito na Santíssima Trindade; eu acredito em Jesus."
Autoridades impediram tentativas da agência de notícias Associated Press de ver Abdul Rahman, e ele não conseguiu encontrar um advogado em Cabul para representá-lo.

## Possível libertação
No dia 24 de março, autoridades afegãs anunciaram que podem considerar libertar Abdul Rahman em breve. Um encontro especial do governo a respeito ocorreu no dia 25; nele, o presidente Hamid Karzai deliberou com vários ministros sobre como libertar o prisioneiro sem causar a ira de poderosos sacerdotes muçulmanos conservadores do país, os quais pediram a execução de Abdul Rahman.
Um membro do alto escalão do governo, que preferiu continuar anônimo, afirmou que há uma "alta probabilidade" de que Abdul Rahman seja libertado no domingo, dia 26, graças a uma intervenção de Karzai. Porém, o juiz que conduz o julgamento reafirmou a autonomia do tribunal. "Nós vamos continuar com o julgamento, pois esta é minha responsabilidade segundo a Constituição". Mawlawizadah, como a maioria dos juízes no Afeganistão, é também um sacerdote.
Religiosos também questionaram a autoridade do presidente Hamid Karzai para ordenar a libertação de Abdul Rahman. O sacerdote Khoja Ahmad Sediqi, um membro do Supremo Tribunal, advertiu contra a interferência no judiciário, afirmando que "o Corão é muito claro e as palavras de nosso profeta são muito claras. Só pode haver um resultado final: a morte. Se Karzai o libertar, isto será uma jogada a favor de nosso inimigo e pode haver uma rebelião."
O juiz também estipula que o julgamento irá perdurar por dois meses. Caso Rahman não se converta novamente ao islão, poderá a ele ser aplicada a pena de morte, tendo em vista que a charia diz que nenhum muçulmano pode se converter a nenhuma outra religião. No entanto, a Constituição do país havia sido atualizada em janeiro de 2004, após a queda dos talibãs, então se Rahman ser condenado, será o primeiro a ser castigado no país por ter se convertido a outra religião desde 2001, quando a ditadura talibã era vigente. A questão é que a Constituição do Afeganistão ainda possui a charia como base, o que é ruim para os reformistas que querem o Afeganistão um país mais secular e liberal.

## Aptidão mental para ser julgado
A embaixada do Afeganistão em Washington anunciou no dia 22 que o judiciário do país está avaliando a aptidão mental de Abdul Rahman. Moayuddin Baluch, um conselheiro religioso do presidente, confirmou que o réu passaria por exames psicológicos. Tem-se notícia de que o julgamento começou uma semana antes de que dúvidas sobre a saúde mental do acusado fossem erguidas, e foi adiado até que os exames sejam realizados. Se Abdul Rahman for declarado incapaz de ser julgado, o processo contra ele será arquivado.
Diplomatas têm afirmado que o governo afegão está "buscando desesperadamente uma maneira de arquivar o caso".Um promotor afegão, Sarinwal Zamari, afirmou em uma entrevista à Associated Press no dia 22 que Abdul Rahman "pode ser louco. Ele não é uma pessoa normal. Ele não fala como uma pessoa normal. Ele precisa ser examinado por médicos. Se ele for mentalmente incapaz, o islão definitivamente não tem condições de puni-lo. Ele deve ser perdoado e o processo, arquivado." Outras fontes disseram que o acusado está "sempre desempregado" e é "mentalmente desequilibrado".

## Pronunciamentos de líderes mundiais
Lembram ainda o ministro de Relações Exteriores da Alemanha, Frank-Walter Steinmeier e a ministra de Cooperação Econômica e Desenvolvimento da Alemanha, Heidemarie Wieczorek-Zeul, que o país do Oriente médio está sujeito à Convenção de Direitos Humanos, que garante a liberdade religiosa. A retirada de tropas alemãs do Afeganistão (cerca de 2.200 soldados) não está sendo considerada. O ministro da economia do Afeganistão, Amin Farhang, disse a um jornal alemão que considerou a posição dos políticos europeus "exagerada" e que a possibilidade da retirada das tropas não passa de "chantagem". A chenceler alemã Angela Merkel acompanha o caso com preocupação mas ainda não emitiu nenhuma opinião sobre o tema.
O presidente estadunidense George W. Bush se prontificou no dia 22 de Março de 2006 que irá usar a influência que seu país possui no Afeganistão para poder reverter a situação de Rahman.
A Comissão Afegã de Direitos Humanos fez um apelo para que ocorra uma decisão mais liberal do julgamento, havendo mais juízes com ideais reformistas do que baseados na charia. Caso Rahman seja condenado, alguns acham que os islâmicos precisarão encontrar diferentes interpretações para a charia no Afeganistão, abrindo um precedente para que não ocorra mais a morte de um cristão.
O presidente do Afeganistão Hamid Karzai diz que não intervirá no caso. Isso poderá resultar em revoltas em países ocidentais, já que colocaram Karzai no poder e contribuíram com milhões de dólares para a reestruturação do país.
A morte de Rahman também simbolizaria mais um ponto negativo na história entre ocidentais e orientais/cristãos e muçulmanos. Em 2005 ocorreu um caso parecido em que o editor de uma revista sobre os direitos das mulheres que foi condenado à morte por insultar o islão. Porém, foi libertado em razão da enorme pressão internacional e de seu pedido de desculpas.
No dia 25 de março, sábado, cogitou-se a hipótese da libertação do afegão, com influência na forte pressão que líderes mundiais estão fazendo sobre o caso. A secretária de Estado estadunidense, Condoleezza Rice, telefonou ao presidente afegão para encontrar uma solução para o incidente. John Howard, o primeiro-ministro australiano declarou que considera o caso "horrível", na última sexta-feira, 24 de março. A dificuldade numa intervenção de Karzai é a de que o mesmo é pressionado por ambos os lados, tanto por líderes de outras nacionalidades como por conservadores religiosos no seu país.

## Asilo na Itália
Em 26 de março de 2006, sob forte pressão de governos estrangeiros, e considerando a possibilidade de que o réu estivesse mentalmente incapacitado para ser julgado, o tribunal devolveu o caso aos promotores, alegando "lacunas investigativas". Foi libertado e devolvido à família na noite de 27 de março. Em 29 de março, Abdul Rahman chegou à Itália após aquele país lhe haver concedido asilo.